# Direction des Vérifications nationales et internationales
La direction des Vérifications nationales et internationales (DVNI) est un service à compétence nationale de la direction générale des Finances publiques chargée du contrôle fiscal des grandes entreprises (dont le chiffre d'affaires est supérieur à 152 400 000 € pour les ventes et 76 200 000 € pour les prestations de services) et de leurs filiales ainsi que des relations internationales du fisc français. 
La DVNI s’occupe aussi tout particulièrement de la dématérialisation fiscale des factures.

## Organisation
Elle comporte une trentaine de brigades de vérification générale (BVG) et onze brigades de vérification des comptabilités informatisées (BVCI).
Les vérificateurs sont des inspecteurs (catégorie A).